# Super Mario Bros.
Super Mario Bros. (スーパーマリオブラザーズ?, Sūpā Mario Burazāzu) è un videogioco a piattaforme sviluppato e pubblicato nel 1985 da Nintendo per il Nintendo Entertainment System. Il 21 febbraio 1986 il gioco fu convertito per Famicom Disk System, l'unità floppy disk proprietaria di Nintendo. Ideato da Shigeru Miyamoto come seguito di Mario Bros., è il primo capitolo della serie di videogiochi Super Mario. Il gioco ha venduto oltre 40 milioni di copie sul NES ed è celebre anche il tema musicale del suo primo livello. Il gameplay di Super Mario Bros. è stato imitato da numerosi videogiochi platform successivi.
Pur non essendo la prima apparizione del personaggio di Mario, con l'uscita del gioco la sua celebrità è aumentata notevolmente, e da qui è nato un importante franchise multimediale.

## Trama
Il Regno dei Funghi (Mushroom Kingdom) è un luogo pacifico in cui creature dalla testa a forma di fungo chiamate Toad vivono in perfetta armonia. Questa pace viene compromessa dal Re Bowser Koopa, il malvagio re dei Koopa e dal suo esercito che conquista il territorio e trasforma gli abitanti in blocchi di mattone e Goomba. Successivamente rapisce la principessa del regno Peach Toadstool, l'unica in grado di spezzare l'incantesimo che grava sui Toad, e di cui è innamorato e vuole farsi consegnare il regno.
Per molto tempo, nel Regno dei Funghi dominano le tenebre, ma quando la notizia giunge anche ai due fratelli italoamericani Mario e Luigi, questi si dirigono verso i confini del regno per salvare la principessa. Dopo un lungo viaggio attraverso 8 mondi, Mario e Luigi riescono a raggiungere il castello di Bowser e a sconfiggerlo in battaglia (facendolo cadere nella lava). È così che la principessa viene salvata e il Regno dei Funghi riportato alla pace. Dopo aver compiuto la missione, Mario e Luigi decidono di rimanere nel Regno dei Funghi per proteggerlo da eventuali minacce. Il rapporto tra Mario e la principessa Peach diventerà col tempo amore. 

## Modalità di gioco

Mario brandisce un Fiore di Fuoco, potendo attaccare con palle di fuoco. A sinistra di Mario c'è una Super Stella.

Il giocatore controlla i movimenti e le azioni di Mario e, se si gioca in modalità multiplayer, il secondo giocatore, suo fratello Luigi. L'obiettivo del gioco è di attraversare i tanti mondi del Regno dei Funghi divisi in livelli, eliminare e/o evitare il malvagio Bowser e le sue truppe, e salvare la Principessa Peach. Il principale metodo per eliminare i nemici comuni è saltarci sopra.
Mario può ottenere nel corso del gioco diversi power-up, come il Super Fungo, che trasforma Mario in Super Mario raddoppiando le sue dimensioni, il Fiore di Fuoco, che trasforma Super Mario in Mario Fuoco permettendogli di lanciare palle di fuoco, la Stella, che dona l'invincibilità per pochi secondi, e lo speciale Fungo 1-up che regala una vita.
Se Mario viene toccato da un nemico mentre è Super Mario o Mario Fuoco, ridiventa semplicemente Mario e il gioco continua. Perderà invece una vita se viene colpito mentre è normale, se cade in un burrone, o se supera il tempo massimo per il completamento del livello. Ricomincerà poi il livello dall'ultimo checkpoint raggiunto.
Per finire il gioco il giocatore deve superare 8 mondi, ognuno suddiviso in 4 livelli per un totale di 32. Man mano che si procede nel gioco si notano elementi ricorrenti nei livelli dei vari mondi: solitamente infatti il secondo livello è sotterraneo (o costituito da un laghetto), il terzo in genere è ambientato in cielo, mentre il quarto è sempre in un castello. Alla fine del quarto livello Mario combatte contro Bowser su un ponte sopra un mare di lava. Nei primi sette mondi, se si sconfigge Bowser come Mario Fuoco, si scopre che non è il vero Bowser, ma un altro nemico camuffato; solo nel quarto livello del mondo 8 si sconfigge il vero Bowser. Il terzo e il sesto mondo presentano un'ambientazione notturna mentre tutti gli altri durante il giorno.
Dopo aver finito il gioco al giocatore viene offerta la possibilità a rigiocarci in modalità difficile ("'Hard' Mode") dove tutti i Goomba sono rimpiazzati dalle Nella (Koopa Troopa che non possono essere sconfitti dalle palle di fuoco) e le piattaforme galleggianti sono più piccole.

### Potenziamenti
- Il Super Mushroom (Super Fungo) ha la stessa altezza del Mario normale ed è un power-up che gli permette di aumentare le proprie dimensioni ottenendo una migliore resistenza ai colpi avversari e la capacità di rompere i mattoni colpendoli con i pugni durante i salti. Infatti, in caso di contatto sfavorevole (cioè venendo colpiti dai lati e da sopra) con un nemico, Mario non perderà una vita ma solamente gli effetti del Super Fungo. Inizialmente i Super funghi erano rossi e arancioni ed erano chiamati Magic Mushrooms (funghi magici) poi il nome fu cambiato in Super Fungo e i colori divennero il rosso e il bianco.

- Il Fire Flower (Fiore di Fuoco) trasforma Mario in Mario Fuoco, il quale ha la capacità di lanciare palle di fuoco contro i nemici. I Fire Flower appaiono quando Mario colpisce un blocco "?" mentre è Super Mario (escluso un bug in cui lo prende mentre è Mario normale). Le palle di fuoco possono eliminare in un solo colpo alcuni dei nemici più comuni come i Goomba, i Koopa Troopa, i Paratroopa, Lakitu, e i Koopistrici. Le palle di fuoco possono anche essere usate per sconfiggere Bowser con cinque colpi.

- La Super Star (Super Stella), di colore giallo, è della stessa altezza del Mario normale e, se conquistata, rende per 10 secondi il giocatore invincibile. Tuttavia, se Mario cade in un burrone perderà comunque una vita.
- Il 1-Up Mushroom (Fungo 1-Up) regala un'ulteriore vita a Mario quando lo prende. Ha stessa forma e dimensioni del Super Fungo, ma è arancione e verde (poi diventato bianco e verde). In genere è nascosto in blocchi invisibili o in zone difficilmente accessibili.

### IlMinus World

Il "Minus World"

Tra i glitch presenti nel gioco il più famoso è quello che permette di raggiungere un livello non previsto dai programmatori. Attraversando la parete alla fine del livello 2 (world 1-2) ed entrando in un tubo della Warp Zone, è infatti possibile accedere al livello " -1" detto "Mondo meno uno" o "Minus World" in inglese. Per accederci serve riuscire a fare un clip che consiste nel riuscire a incastrarsi in un Blocco di Mattone. Se una volta eseguito il clip nella parete si cammina in avanti facendo scorrere la schermata, solo il primo tubo condurrà a " -1", il secondo a "5-1", e arrivando al terzo la Warp Zone finirebbe di caricare correttamente; se invece si scivola in avanti senza far scorrere la schermata tutti e tre i tubi condurranno a " -1". Il simbolo " -1" è in realtà l'errata visualizzazione del livello effettivo che sarebbe "36-1"
Il livello è identico al mondo 7-2 con la differenza che il tubo finale porta all'inizio del livello, generando un loop continuo interrotto solo dallo scadere del tempo. Nella versione per Famicom Disk System il mondo -1 viene generato diversamente, è composto da tre livelli, il primo simile al livello 5-3 ma con la palette acquatica, la possibilità di nuotare nel cielo, la presenza di sprite glitchati di peach sullo sfondo, il corpo di Bowser colorato di grigio in cima allo schermo e la sua testa nella parte bassa, e diversi Martelkoopa con palette grigia che cadono nel vuoto; il mondo " -2" è identico al livello 2-3; il mondo  " -3" e come il castello 4-4 ma con i colori dell'underground, assenza di fiamme e di loop, sono presenti alcuni Kalamaki, ma la sala del boss è vuota. Il Minus World non è accessibile nella remaster All-Stars (SNES) e non è presente nella versione Deluxe (GBC).

## Sviluppo
Lo sviluppo di Super Mario Bros. fu preparato subito dopo l'uscita del titolo arcade Mario Bros., famoso per aver introdotto la figura di Luigi ed i Koopa Troopa, sotto iniziativa del brand di Shigeru Miyamoto e Takashi Tezuka. Entrato in produzione in contemporanea a The Legend of Zelda, il titolo all'inizio dello sviluppo consisteva di un quadrato di 16x32 pixel che si poteva muovere per lo schermo e solo in corso venne deciso di utilizzare nuovamente il personaggio di Mario. Si optò allora all'idea che il gioco, secondo quanto rivelato all'E3 del 2015, avrebbe incluso i concetti di terra, acqua e aria ed avrebbe visto Mario pilotare una nuvola dalla quale gettava delle sfere di fuoco contro i nemici (idea che fu poi accantonata). Fu anche preferito che i Koopa potessero essere calpestati, cosa che se tentata in Mario Bros. provocava la perdita di una vita, e gli sfondi di gioco furono in maggior parte colorati di celeste invece del solito nero che dominava i giochi arcade per evitare un costante affaticamento oculare nei giocatori.
Sempre all'E3 del 2015, in occasione dei trent'anni della serie, Miyamoto e Tezuka rivelarono inoltre che la maggior parte dei livelli di gioco erano stati disegnati su della carta millimetrata che serviva anche per correzioni o aggiunte. Tale caratteristica fu di seguito introdotta anche nello stile di gioco di Super Mario Maker per la creazione di un livello da parte di un videogiocatore.

## Popolarità
Il gioco ha venduto oltre quaranta milioni di copie nel mondo, un primato battuto nel 2009 da un altro videogioco Nintendo, Wii Sports (uscito nel 2006) che però era già incluso nella console.
La popolarità del gioco spinse la Nintendo a produrre vari seguiti e spin off:
- Super Mario Bros.: The Lost Levels (inizialmente uscito nel solo Giappone con il titolo di Super Mario Bros. 2 e in un secondo momento nel resto del mondo con il titolo The Lost Levels)
- Super Mario Bros. 2 (adattamento di Doki Doki Panic, un gioco giapponese non imparentato, uscì originalmente negli USA al posto dell'originale Super Mario Bros. 2 perché la versione giapponese fu considerata troppo difficile per i Nord Americani[senza fonte]. SMB2 uscì in seguito in Giappone con il titolo di Super Mario USA)

Dagli anni novanta sono usciti anche diversi remake come Super Mario All Stars e i giochi della serie Super Mario Advance. Questi ultimi sono quattro e ripropongono, oltre a Super Mario Bros 2, anche Super Mario Bros 3, Super Mario World e Super Mario World 2: Yoshi's Island.
Sono stati realizzati anche un film d’animazione, tre cartoni animati e un film live action basati sul primo videogioco della serie. Il primo, Super Mario Bros. - Peach-hime kyushutsu dai sakusen!, è uscito esclusivamente in Giappone il 20 luglio 1986. La serie The Super Mario Bros. Super Show! uscì in America nel tardo 1989, ed è stata seguita da Le avventure di Super Mario e Super Mario World.
Il film live action, dal titolo Super Mario Bros., fu realizzato nel 1993 con Bob Hoskins chiamato ad impersonare Mario e John Leguizamo nel ruolo del fratello Luigi. Il cattivo di turno era Dennis Hopper, nel ruolo del malvagio King Koopa, mentre la principessa Daisy fu interpretata da Samantha Mathis.
La Rainbow Arts ha prodotto nel 1987 una versione non autorizzata di Super Mario Bros., The Great Giana Sisters.
Super Mario Bros. è stato anche eletto "il miglior videogioco di tutti i tempi" in un sondaggio condotto da onepoll.com su 2000 giocatori britannici.
Molto popolare è divenuto anche il tema principale del videogioco composto da Kōji Kondō.

## Varianti
Esistono diverse varianti e remake di Super Mario Bros..

### Vs. Super Mario Bros.

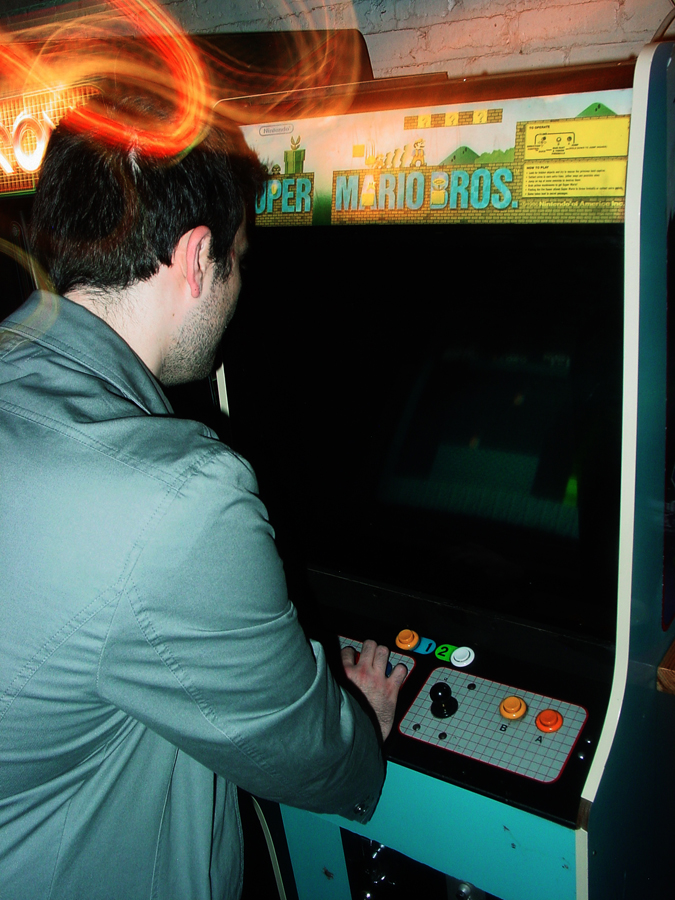
Il cabinato arcade di Vs. Super Mario Bros.

Vs. Super Mario Bros. è un adattamento arcade del 1986 di Super Mario Bros., pubblicato su Nintendo Vs. System e Nintendo Vs. Unisystem (e la sua variante, Nintendo Vs. Dualsystem). I livelli esistenti sono stati resi molto più difficili, con piattaforme più strette, nemici più pericolosi, meno potenziamenti nascosti e il numero di motete necessarie per una vita potevano essere scelte dal gestore (tra 100 e 250). Molti dei nuovi livelli sono poi apparsi nel sequel giapponese, Super Mario Bros. 2.
Il gioco arcade non è stato ufficialmente pubblicato in Giappone. Versioni coin-op illegali realizzate da una console Famicom collocata all'interno di un cabinato arcade divennero disponibili nelle sale giochi giapponesi nel gennaio 1986. Nintendo minacciò azioni legali o procedimenti giudiziari (come una multa o la minaccia di una pena massima fino a tre anni di prigione) contro gli operatori giapponesi con versioni coin-op del gioco. Gli operatori arcade giapponesi erano ancora in grado di accedere a versioni coin-op illegali fino al 1987.

### Super Mario Bros.(Game & Watch)
Nel 1986 venne messo in commercio un Game & Watch dal titolo Super Mario Bros., in cui Mario viene aiutato da Mr. Game & Watch nel superamento di alcuni livelli.
È stato uno dei primi adattamenti del gioco, ma avendo uno stile di gioco totalmente differente può essere definito un gioco a sé.

### Super Mario Bros. Special
Realizzata nel 1986 da Hudson Soft per gli home computer NEC PC-8801 e Sharp X1, Super Mario Bros. Special è una versione dotata di nuovi nemici (ripresi da Mario Bros. e Donkey Kong; appare anche l'ape mascotte della Hudson Soft) e nuovi livelli, ma è privo della modalità a 2 giocatori. Il gioco è leggermente più difficile rispetto alla controparte console in quanto la fisica del salto e della corsa è molto diversa. Inoltre il timer scorre molto più velocemente rispetto alla versione NES.

### All Night Nippon: Super Mario Bros.
All Night Nippon: Super Mario Bros. (オールナイトニッポン スーパーマリオブラザーズ?, Ōrunaito Nippon Sūpā Mario Burazāzu) è una versione promozionale pubblicata nel 1986 nel solo Giappone dall'emittente televisiva Fuji TV (la stessa compagnia che ha commercializzato Yume Kōjō: Doki Doki Panic) nel formato Famicom Disk System, dotata di sprite differenti (basati sulla trasmissione radiofonica dal titolo All Night Nippon). Il gioco prende in prestito livelli da Super Mario Bros., Super Mario Bros.: The Lost Levels e Vs. Super Mario Bros.. Gli sprite dei nemici sono rimpiazzati da idol, DJ e altri partecipanti alla trasmissione.

### Super Mario All-Stars
Super Mario All-Stars è una compilation per Super Nintendo che contiene i primi tre capitoli della serie Super Mario, oltre che all'originale Super Mario Bros. 2 intitolato The Lost Levels. Il primo Super Mario Bros. è dotato di grafica migliorata, bug corretti e qualche alterazione nelle collisioni degli sprite; è possibile salvare il gioco ed è dotato di una differente modalità a due giocatori. Nel 2010 in occasione del 25º anniversario di Super Mario Bros il gioco è stato riconvertito per Wii (privo di Super Mario World) uscì in Europa il 3 dicembre 2010 con il nome di Super Mario All-Stars 25th Anniversary Edition, mentre in Giappone si chiamerà Super Mario Collection Special Pack.

### Super Mario Bros. Deluxe
Super Mario Bros. Deluxe, a volte indicato come Super Mario Bros. DX, è uscito su Game Boy Color il 10 maggio 1999 in Nord America ed Europa e nel 2000 in Giappone esclusivamente per il servizio di vendita al dettaglio Nintendo Power. Basato sull'originale Super Mario Bros., presenta una mappa di livello overworld, multiplayer simultaneo, una modalità Sfida in cui il giocatore trova oggetti nascosti e raggiunge un certo punteggio oltre a completare normalmente il livello, e otto mondi aggiuntivi basati sui mondi principali del gioco giapponese del 1986 Super Mario Bros. 2. È compatibile con la Stampante per Game Boy. Rispetto a Super Mario Bros., il gioco presenta alcuni miglioramenti visivi minori come l'acqua e la lava ora animate anziché statiche e uno schermo più piccolo a causa della risoluzione inferiore del Game Boy Color.
GamesRadar+ ha posizionato il gioco al numero 15 nella sua lista dei migliori giochi per Game Boy di tutti i tempi. Lo staff ha ritenuto che l'unico aspetto negativo fosse la fotocamera nel gioco. USGamer ha elogiato il gioco, paragonandolo in modo più favorevole a Super Mario All-Stars, che sostanzialmente ha solo migliorato la grafica. Invece ha elogiato Super Mario Bros. DX per aver aggiunto "molto di più" ai giochi originali come il bonus segreto sbloccabile, l'aggiunta di The Lost Levels, nuovi obiettivi, modalità e meccaniche multiplayer, insieme alla possibilità di giocare con l'attrito ridotto di Luigi e la fisica dei salti più elevata. Game Informer lo ha definito uno dei più grandi giochi per Game Boy di tutti i tempi. Lo staff di Esquire lo ha classificato come il nono miglior gioco per Game Boy.

## Pubblicazioni per altre piattaforme
Il gioco è stato pubblicato nel 2004 nella serie NES Classic per Game Boy Advance, nel servizio online Virtual Console per Wii, Wii U e Nintendo 3DS e nell’abbonamento Nintendo Switch Online per Nintendo Switch; è inoltre presente in Animal Crossing. La versione arcade è stata rilasciata solo per Nintendo Switch, ma non è inclusa con l'abbonamento Nintendo Switch Online, invece è un acquisto separato da tale.
Un port del gioco originale è stato pubblicato nel 2010 per PC Windows (tramite Flash) con il titolo Super Mario Bros. Crossover. Questo gioco permette di giocare con i personaggi dell'originale Super Mario Bros., ma anche con personaggi degli altri giochi di Mario (ma anche di The Legend of Zelda) e di altre serie videoludiche non di Nintendo, come Mega Man e Castlevania.
Il 18 aprile 2019 è stata pubblicata una versione non ufficiale per Commodore 64, realizzata da un hacker conosciuto come Zeropaige.
Dal 13 novembre 2020 al 31 marzo 2021 è stato reso disponibile (assieme al seguito Super Mario Bros.: The Lost Levels) in una particolare riedizione del Game & Watch per il conseguimento del 35º anniversario del marchio.